# 施泰因赖希
施泰因赖希（德語：Steinreich）是德国勃兰登堡州的市镇，隶属于达默-施普雷瓦尔德县。总面积为41.96平方千米，截至2023年12月31日总人口为454人。